# Elecktra
Elecktra, artistnamn för Robin Agne Werner, född 17 augusti 1987 i Stora Hammars församling i Malmöhus län, är en svensk dragshowartist och makeup-artist.

## Biografi
Elecktra började uppträda under sitt artistnamn 2005 och har sedan dess stått på scener i såväl Sverige som på Dreamgirls Revue i West Hollywood. Hon var med och bildade den prisbelönade dragshowen Cabaret Moulin år 2006, som blev Malmös största dragshow. År 2016 medverkade hon i After Darks sista stora produktion This is it, där även Christer Lindarw medverkade.
Elecktra kom på fjärde plats i första säsongen av Drag Race Sverige våren 2023 och blev känd för sitt komiska scennummer där hon yttrade fraserna "unna dig" och "synd å slänga ju" på bred skånska. Hon fick skivkontrakt på Universal Music.
Elecktra tävlade i Melodifestivalen 2024 med låten "Banne maj" som Werner skrivit tillsammans med maken Jonny Werner, Anderz Wrethov och Elin Wrethov.
2025 tilldelades Elecktra pris för Årets Drag på QX-galan.

## Diskografi

### Singlar
- 2023 – "Unna daj (synd å slänga ju)" (Universal Music AB).
- 2023 – "Lugna daj" (Universal Music AB).
- 2024 - "Banne maj" (Melodifestivalen)

## Kompositioner

### Låtar
- "Lugna daj", skriven tillsammans med Jonny Werner.
- "Unna daj (synd å slänga ju)", skriven tillsammans med Jonny Werner.